# F360 Hvidbjørnen
F360 HDMS HVIDBJØRNEN er den fjerde og sidste enhed af søværnets inspektionsskibe af THETIS-klassen og er navngivet efter symbolet for Grønland i kongevåbnet.
Yderligere information om skibet findes beskrevet her: THETIS-klassen

## Fakta
- Navngivet af: Daværende landsstyreformand Lars-Emil Johansen
- Kaldesignal: OUEX (oscar-uniform-echo-xray)
- Adoptionsby(er): Esbjerg og Qaqortoq (Julianehåb)

## Operativt

### 1998-2002: Kommandoskib
Hvidbjørnen sejlede i perioden 1998-2002 som platform for Søværnets Taktiske Stab i rollen som kommandoskib. Denne rolle blev efterfølgende overtaget af søsterskibet F357 THETIS og siden hen videregivet til skibe af Absalon-klassen.

### 14. feb. 2007: Bruix-hændelsen
Under en patrulje i færøske farvande blev den franske trawler Bruix mistænkt for ulovligt fiskeri. Da HDMS HVIDBJØRNEN forsøgte at få et inspektionshold om bord på Bruix, nægtede den franske trawler at lade inspektionsholdet komme om bord og begyndte at sejle mod territorialgrænsen. Under forfølgelsen kolliderede de to skibe (uden personskade)..